# Pédagogue de l'enfance en Allemagne
 (février 2025).
Les pédagogues de l'enfance en Allemagne sont des professionnels de la pédagogie qui ont terminé une étude de premier cycle sur la pédagogie de l'enfance, l'éducation de la petite enfance, l'éducation élémentaire.  

## Emploi
Au 1er mars 2013, 1 664 éducateurs de la petite enfance formés, dont 110 hommes, travaillaient dans des crèches allemandes pour enfants. 